# Alexandra Shipp
Alexandra Ruth Shipp és una actriu i cantant estatunidenca que va guanyar fama per interpretar la cantant Aaliyah a la pel·lícula de televisió de Lifetime Aaliyah: The Princess of R&B (2014) i Kimberly Woodruff a la pel·lícula nominada a l'Oscar Straight Outta Compton (2015).
També és coneguda per interpretar a Storm a la franquícia X-Men, començant per X-Men: Apocalypse, Abby Suso a la comèdia romàntica del 2018 Love, Simon i Susan Wilson al drama musical Tick, Tick... Boom!.

## Primers anys
Shipp va néixer a Phoenix, Arizona. La seua mare és professora de ioga Kundaliní i el seu pare és músic. Té dos germans, James i Jordan, i una germanastra, Kasia. Shipp es va educar a Squaw Peak Elementary School, Arizona School for the Arts i St. Mary's Catholic High School de Phoenix. Es va traslladar a Los Angeles als 17 anys per seguir una carrera d'actriu.

## Carrera
El 2009, Shipp va fer el seu debut com a actriu amb un paper menor a Alvin and the Chipmunks: The Squeakquel. Va continuar amb la tercera temporada de la sèrie dramàtica per a adolescents de Nickelodeon House of Anubis, interpretant el paper de KT Rush.
El 2014, Shipp va cridar l'atenció pels seus papers com Dani Raymond a la seqüela de la pel·lícula de VH1 Drumline: A New Beat i Aaliyah Haughton, el paper principal, a la pel·lícula de Lifetime Aaliyah: The Princess of R&B. Per a aquesta darrera actuació, Shipp també va cantar. A continuació, va retratar l'esposa d'Ice Cube, Kimberly Woodruff, a la pel·lícula dramàtica biogràfica Straight Outta Compton, que narrava les carreres del grup de hip-hop N.W.A. El 2016, va protagonitzar la pel·lícula de superherois de Bryan Singer X-Men: Apocalypse com Ororo Munroe/Storm, una mutant que controla el temps que abans havia interpretat Halle Berry. El 2018, va aparèixer al costat de Nick Robinson i Jorge Lendeborg Jr. a Love, Simon i amb Kathryn Prescott i Lucy Hale a Dude, ambdues pel·lícules de comèdia de secundària.
Va repetir el paper d'Ororo Munroe / Storm a la pel·lícula Dark Phoenix del 2019 i, el mateix estiu, també va interpretar Sasha Arias a la seqüela de Shaft. El 2021 va protagonitzar l'adaptació cinematogràfica de Tick, Tick... BOOM! com Susan.
Shipp també va aparéixer a Barbie de Greta Gerwig el 2023.

## Vida privada
El 2021 va anunciar públicament que formava part del col·lectiu LGTB.